# Canton de Lemberg
Le canton de Lemberg est une ancienne division administrative française, située dans le département de la Moselle, qui a existé de 1790 à 1802.
À sa suppression, ses communes sont réparties entre les cantons de Bitche et de Rohrbach.

## Géographie
Ce canton était organisé autour de Lemberg dans le district de Bitche,,. Son altitude varie de 212 m (Mouterhouse) à 432 m (Gœtzenbruck) pour une altitude moyenne d'environ 314 m.

## Composition
| Commune      | Population (1793)   | Population (2022)        | Canton suivant |
| ------------ | ------------------- | ------------------------ | -------------- |
| Althorn      | 167                 | inclus dans Goetzenbruck | Bitche         |
| Enchenberg   | 615                 | 1 210                    | Rohrbach       |
| Goetzenbruck | 215                 | 1 464                    | Bitche         |
| Holbach      | 282                 | inclus dans Siersthal    | Rohrbach       |
| Lambach      | 475                 | 475                      | Rohrbach       |
| Lemberg      | 1 429               | 1 427                    | Bitche         |
| Meisenthal   | 290                 | 641                      | Bitche         |
| Montbronn    | 960                 | 1 583                    | Rohrbach       |
| Mouterhouse  | 419                 | 273                      | Bitche         |
| Saint-Louis  | inclus dans Lemberg | 463                      | Bitche         |
| Sarreinsberg | 262                 | inclus dans Goetzenbruck | Bitche         |
| Siersthal    | 368                 | 644                      | Rohrbach       |
| Soucht       | 620                 | 1 024                    | Rohrbach       |

## Démographie
| 1793  | 1800  |
| ----- | ----- |
| 6 102 | 6 269 |